# Noël X. Ebony
Noël X. Ebony, de son vrai nom Noël Essy Kouamé, né en 1953 à Koun-Fao et mort le 22 juillet 1986 à Dakar, est un journaliste, poète, romancier, dramaturge, essayiste et critique d'art ivoirien. 
Collaborateur du quotidien Fraternité Matin, Noël X. Ebony servait de correspondant ouest-africain pour le mensuel Demain l'Afrique, et était au moment de sa mort le rédacteur en chef du mensuel Africa International. Journaliste éclectique, ses articles abordèrent un large éventail de sujets, allant de la politique à la culture, avec une préférence marquée pour la musique. Il assurait également une chronique, rédigée en français populaire abidjanais dans le magazine Ivoire Dimanche.
En Côte d'Ivoire, Noël X. Ebony est aujourd'hui associé au prix éponyme, créé à l'initiative de l'Union nationale des journalistes de Côte d'Ivoire, qui récompense le meilleur journaliste du pays.  
Noël X. Ebony est l'auteur de Déjà Vu, publié en 1983 à Paris par la journaliste et éditrice américaine Nidra Poller, dont il était un ami proche. Le texte, au style novateur et à l'écriture peu conventionnelle, fut rapidement considéré comme un classique de la littérature africaine contemporaine par plusieurs, à l'instar de la chercheuse belge Lilyan Kesteloot, qui voyait en son auteur « le Soyinka de l'Afrique francophone ». Déjà Vu a fait l'objet d'une réédition en 2010, dans la collection « l'Afrique au cœur des lettres » des éditions L'Harmattan, fondée et dirigée par l'auteur belge Jean-Pierre Orban.
La mort prématurée de Noël X. Ebony, en juillet 1986, dans un accident de la circulation aux circonstances encore mal définies, a freiné la diffusion d'une part importante de son œuvre, qui reste inédite à ce jour.  

## Biographie

### Naissance et origines familiales
La date de naissance de Noël X. Ebony n'est pas connue avec certitude, et l'écrivain lui-même semblait rester vague à ce sujet. L'année 1953 revient fréquemment, mais dans un article de 1971 dans lequel il évoque ses débuts de journaliste, Ebony affirme avoir eu 16 ans en décembre 1967. Un entretien accordé en 1985 à l'écrivain sénégalais Boubacar Boris Diop, lors de son séjour à Dakar suggère même une naissance antérieure à 1950, puisqu'il y prétend avoir alors « entre 35 et 40 ans»  On peut donc situer sa date de naissance vers 1950.
Noël X. Ebony est issu de l'ethnie agni, et est le fils d'un planteur du nom de Paul Tano Koffi, lui-même converti au catholicisme et fondateur du village de Tanokoffikro, situé dans la sous-préfecture de Koun-Fao, dans le grand Est ivoirien. Sa mère, Jeanne Adja Miézan, est elle originaire d'une famille royale du village de Broukro, dans la sous-préfecture voisine de Tanda. Noël appartient à une fratrie de journalistes et d'écrivains, dont font partie Raphaël et Gabriel Atta Koffi, également journalistes et auteurs de plusieurs textes littéraires, ainsi que Michel Kouamé, qui assura de 1994 à 1999 la direction du quotidien Fraternité Matin. 

### Études, formation et débuts dans le journalisme
Autodidacte, Ebony interrompt ses études à l'âge de 16 ans, et mène une brève existence de disc-jokey à Abidjan, puis de vendeur de disques au Ghana voisin. Il intègre en 1973, le Centre d'études des sciences et techniques de l'information de Dakar, au Sénégal, où il vit jusqu'en 1976. Il effectue, à la fin de sa formation, un stage de six mois en France (où il rencontre et devient l'ami de Babacar Fall, qui lui inspirera le narrateur de son roman inédit Les Masques), puis un stage de trois mois au Canada. La carrière de journaliste d'Ebony est à resituer dans un contexte politique dominé par la censure et le parti unique de Félix Houphouët-Boigny. Le jeune journaliste critique avec vigueur l'autoritarisme du premier président ivoirien, et désapprouve sa politique d'accueil des dictateurs déchus comme le centrafricain Jean-Bedel Bokassa, qui se réfugia en Côte d'Ivoire de 1979 à 1983 après son renversement. Noël  Ebony est arrêté de nuit puis convoqué au palais présidentiel d'Abidjan pour une confrontation avec le président en personne, ainsi que plusieurs dignitaires du régime ; emprisonné à Yamoussoukro, il choisit l'exil à sa libération en 1979. 

### Exil parisien et entrée en littérature
L'entrée en littérature de Noël Ebony fut tardive, puisqu'elle précéda de trois ans seulement sa mort. En effet, après un passage à Londres, le journaliste s'installe à Paris, où il rencontre Nidra Poller, fondatrice des éditions Ouskokata, qui sera sa première éditrice. Déjà vu paraît donc en 1983. Poller se montre très enthousiaste vis-à-vis du recueil, dont elle apprécie l'originalité par rapport à « la vieille négritude », et se réjouit de découvrir en Ebony « un écrivain de génie chez un ami génial ». Le recueil rencontre néanmoins de sérieux problèmes de diffusion et devient vite introuvable : il faudra attendre octobre 2010 et l'action de l'écrivain belge Jean-Pierre Orban pour que le recueil soit à nouveau accessible au public. Peu avant sa mort, Ebony avait par confié à Nidra Poller la publication d'un recueil de poésie intitulé Quelque Part, mais à son décès, Poller ne trouve pas les fonds nécessaires à l'édition du manuscrit, qui est alors interrompue. Entre-temps, Noël X. Ebony s'est également essayé au roman avec Les Masques, dans lequel il dépeint, selon ses propres mots, « le drame d’un continent à travers le regard complexe de Babacar Faal, metteur en scène sénégalais en rupture de ban, écartelé entre deux images du père où se reflètent les contradictions d’une identité inassouvie ».

## Mort
En 1984, Noël X. Ebony quitte la France et décide de s'installer définitivement à Dakar avec son fils de 13 ans, Essy Zié Ebony. Il y trouve la mort deux ans plus tard, dans un accident de voiture près du Phare des Mamelles, à Dakar, le lundi 22 juillet 1986. Les soupçons de son entourage et d'une partie de l'opinion publique se dirigent alors vers le chef de l'État ivoirien, qui se serait débarrassé d'un chroniqueur devenu gênant pour son pouvoir en planifiant un assassinat maquillé. Noël X. Ebony est inhumé dans son village natal de Tanokoffikro, en présence d'amis et de connaissances du monde entier.

## Postérité
Noël X. Ebony a donné son nom au Prix Ebony, qui récompense les meilleurs journalistes de Côte d'Ivoire. Essy Zié Ebony, fils unique de l'auteur, a suivi des études de comptabilité et réside à Rennes, en France. Lui aussi écrivain, il a fait paraître en 2012 un recueil de nouvelles, Pourquoi tous les vigiles sont Nègres.
Son influence est perceptible dans Carrefour-Samaké (Montréal, Poètes de Brousse, 2018) et Corps sans organes (Montréal, Poètes de brousse, 2022) du poète ivoirien Serge Agnessan. 

## Œuvres
- Déjà Vu, suivi de Chutes et Quelque Part, éditions L'Harmattan, coll. « L'Afrique au cœur des lettres », Paris, 2010, 323 p.